# Marie Bierstedt
Marie Bierstedt (Berlin, 30 octobre 1974) est une actrice radiophonique et doubleuse allemande.

## Biographie
Elle a étudié au Lycée français de Berlin.
Elle a doublé entre autres Anna Faris, Anne Hathaway, Jessica Alba, Kate Beckinsale, Kate Hudson et Kirsten Dunst.

## Filmographie
Elle tient le rôle de Mary dans la deuxième saison de la série Iron Fist de Marvel.